# Église du Cœur-Immaculé-de-Marie de Kemerovo
Pour les articles homonymes, voir église du Cœur-Immaculé-de-Marie.
L'église du Cœur-Immaculé-de-Marie est une église catholique de Kemerovo en Russie dans le Kouzbass. C'est la deuxième église catholique de la région à être construite depuis la révolution d'Octobre, la première étant l'église Saint-Jean-Chrysostome de Novokouznetsk, consacrée deux ans auparavant. Elle dépend du diocèse de Novossibirsk.

## Historique
Les prêtres de la congrégation des rédemptoristes sont actifs dans cette région ouvrière du Kouzbass depuis 1996. Les fidèles se retrouvent alors dans des appartements privés par petits groupes pour leurs célébrations. La première messe célébrée en public à Kemerovo a lieu le 22 décembre 1996 dans une salle louée de la maison de la culture.
La paroisse constituée attend encore dix ans avant de recevoir la permission d'obtenir un terrain pour y construire une église qui est consacrée le 27 septembre 2009 au cœur immaculé de Marie par Mgr Joseph Werth, évêque du diocèse. Le nonce apostolique, Mgr Antonio Mennini, transmet à la paroisse la bénédiction spéciale du pape Benoît XVI.
L'église moderne et claire possède de grands vitraux et une façade surmontée d'un clocher au toit pointu et décorée de motifs trilobés dans le goût néogothique au-dessus des vitraux principaux, dont celui de la façade qui représente la Vierge Marie.
L'église comprend sur le côté un bâtiment pour les activités paroissiales et le logement des prêtres.

## Illustrations

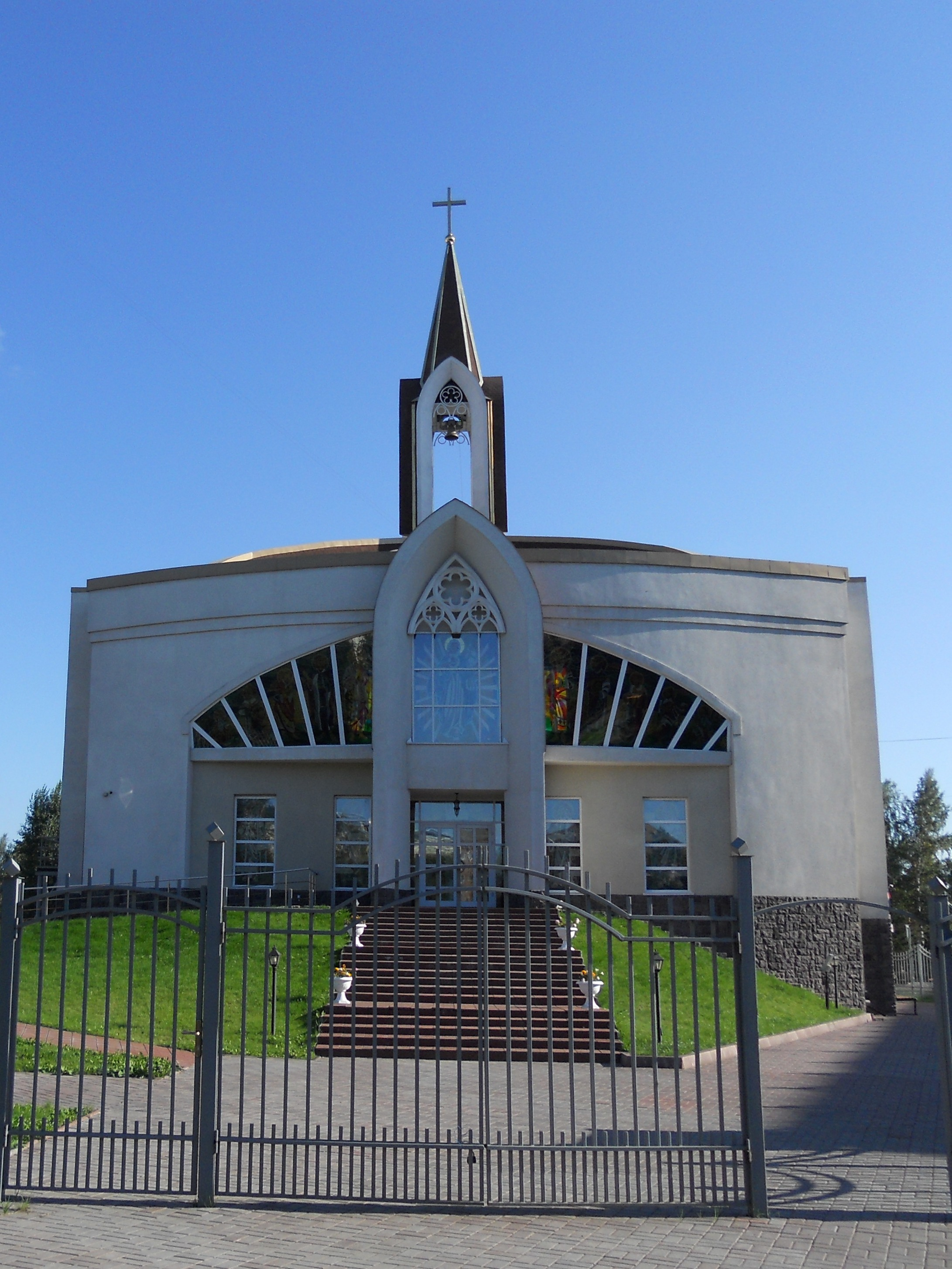
Façade de l'église.
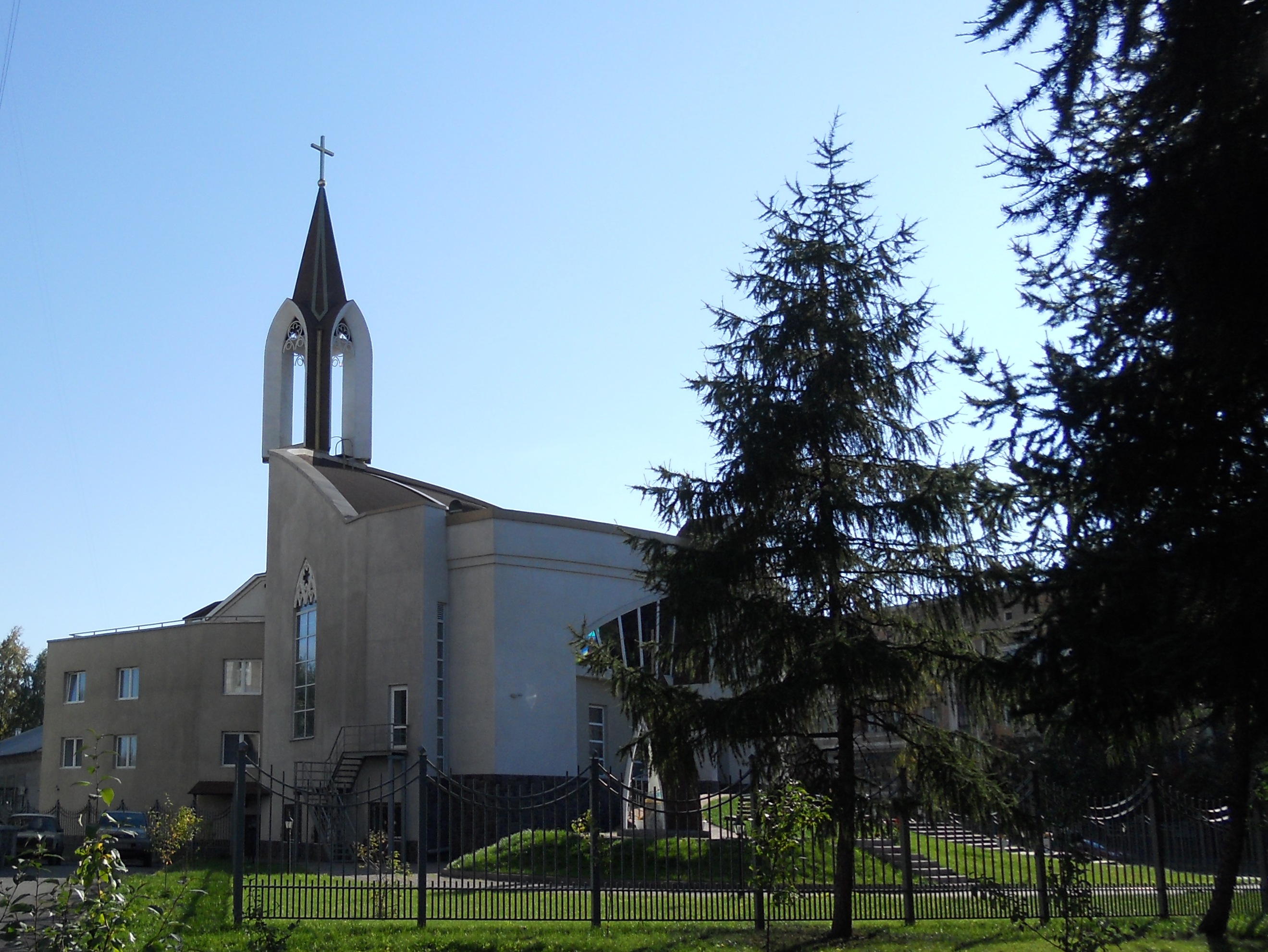
Arrière de l'église.